# 何歆
何歆（1462年—？），字子敬，廣東惠州府博羅縣人，民籍，明朝政治人物。

## 生平
廣東鄉試第五十七名舉人。弘治六年（1493年）中式癸丑科會試第一百七十五名，三甲第二十七名。七年九月实授南京山東道監察御史，十一年九月劾奏南京都察院左佥都御史侯恂、右副都御史吴珉，俱致仕。十七年奉命清军，正德初，出为徽州府知府，正德三年十月升山西布政使司左参政。

## 家族
曾祖何志傑；祖父何正源；父何滄，前母王氏；陳氏；繼母余氏。慈侍下。兄文進。弟文隆、文廣、文盛、文尚。